# غوتسكو
غوتسكو (بالألمانية: Gützkow) هي بلدة ألمانية تقع في ألمانيا في مكلنبورغ فوربومرن.[بحاجة لمصدر] يقدر عدد سكانها بـ 3,116 نسمة .

## المدن التوأمة
مدن بومته وNowogard هي مدن توأمة لـغوتسكو.